# Francisco Álvarez de Toledo y Palafox

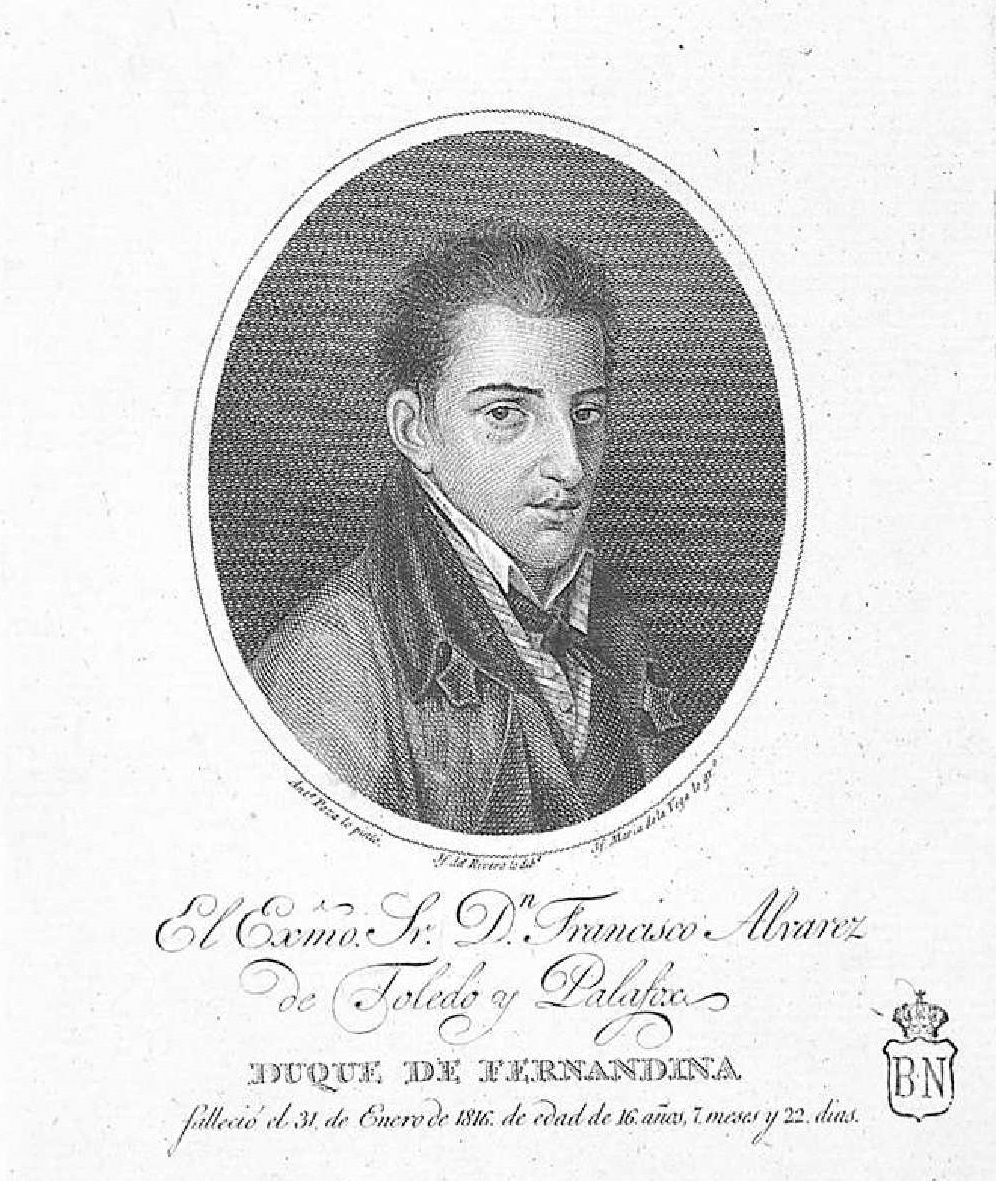
Francisco Álvarez de Toledo, grabado de José María Ramos y de la Vega por dibujo de José Rivero. Inscripción: «El Exmo. Sr. Dn. Francisco Álvarez de Toledo y Palafox DUQUE DE FERNANDINA falleció el 31 de Enero de 1816. de edad de 16. años, 7. meses y 22. días». Biblioteca Nacional de España.

Francisco Álvarez de Toledo y Palafox (1799-1816), fue un noble español perteneciente a la casa de Medina Sidonia.
Hijo de Francisco de Borja Álvarez de Toledo y Gonzaga, XVI duque de Medina Sidonia, y de María Tomasa Palafox y Portocarrero, ostentó el título de XXIII conde de Niebla y X duque de Fernandina, como heredero del ducado de Medina Sidonia y del marquesado de Villafranca del Bierzo respectivamente, aunque murió antes que su padre por lo que le sucedió su hermano Pedro de Alcántara Álvarez de Toledo y Palafox.
- Datos: Q5855293